# Ernst Knobil
Ernst Knobil (* 20. September 1926 in Berlin; † 13. April 2000 in Houston) war ein deutsch-amerikanischer Physiologe und Endokrinologe, der zu Lebzeiten als einer der führenden Neuroendokrinologen galt. Er wirkte von 1961 bis 1981 an der University of Pittsburgh sowie anschließend bis 1997 am University of Texas Health Science Center at Houston und beschäftigte sich insbesondere mit der hormonellen Regulation des Wachstums und der Fortpflanzung. In Anerkennung seiner Forschung, welche unter anderem die Behandlung von weiblicher Unfruchtbarkeit, Prostatakrebs und bestimmten Formen der Kleinwüchsigkeit verbesserte, wurde er unter anderem 1986 in die National Academy of Sciences aufgenommen und 1990 mit dem  Dickson Prize in Medicine ausgezeichnet.

## Leben
Ernst Knobil wurde 1926 in Berlin als Sohn eines österreichischen Vaters und einer deutschen Mutter, beide jüdischer Abstammung, geboren. Im Alter von sechs Jahren emigrierte er mit seiner Familie zunächst nach Paris und 1940 über Genua in die Vereinigten Staaten. Am New York State College of Agriculture, einem College der Cornell University, begann er im Alter von 15 Jahren ein Studium der Zoologie, das er mit einer Unterbrechung infolge von Militärdienst 1948 abschloss. Drei Jahre später wurde er ebenfalls an der Cornell University in Zoologie promoviert.
Danach absolvierte er von 1951 bis 1953 einen Aufenthalt als Post-Doktorand an der Harvard University, an der er anschließend als Dozent und ab 1957 als Assistenzprofessor tätig war. 1961 wurde er Professor für Physiologie und Gründungsdirektor der Abteilung für Physiologie an der University of Pittsburgh, an der er bis 1981 wirkte. Im gleichen Jahr wechselte er an das University of Texas Health Science Center at Houston, an dem er bis 1984 als Dekan fungierte und danach bis 1997 ein Labor für Neuroendokrinologie leitete. 
Ernst Knobil war zweimal verheiratet und Vater von zwei Söhnen aus erster sowie von einem Sohn und einer Tochter aus zweiter Ehe. Er starb 2000 in Houston infolge eines Pankreastumors.

## Wissenschaftliches Wirken
Ernst Knobil, der 217 wissenschaftliche Publikationen veröffentlichte, widmete sich im Lauf seiner Karriere insbesondere der Physiologie des Wachstums und der Fortpflanzung. Dabei beschäftigte er sich insbesondere mit den Wirkungen von Somatropin, mit dem Einfluss von Östrogen auf den Menstruationszyklus sowie mit der Rolle des im Hypothalamus produzierten Hormons Gonadoliberin (GnRH).
Eine seiner wichtigsten Entdeckungen war die Beobachtung, dass rhythmisch abgegebenes GnRH die Produktion des Luteinisierenden Hormons (LH) anregt, während die kontinuierliche Gabe von GnRH die Sekretion von LH durch die Adenohypophyse reduziert, womit er die rhythmische Sekretion als einen wichtigen Mechanismus der hormonellen Steuerung etablierte. Außerdem beschrieb er die Speziesspezifität als Grund für die Unwirksamkeit von tierischen Wachstumshormonen beim Menschen, nachdem zuvor Verunreinigungen der aus Tierorganen gewonnenen Hormone als Ursache angenommen worden waren.
Seine Forschung trug unter anderem zu einem tieferen Verständnis des Menstruationszyklus sowie zu besseren Behandlungsmöglichkeiten für weibliche Fruchtbarkeitsstörungen, für Prostatakrebs und für bestimmte Formen der Kleinwüchsigkeit bei. In den Jahren 1979/1980 fungierte er als Präsident der American Physiological Society.

## Auszeichnungen
Ernst Knobil gehörte ab 1981 der American Academy of Arts and Sciences und ab 1986 der National Academy of Sciences an und war darüber hinaus auswärtiges Mitglied der französischen Académie des sciences, der italienischen Accademia Nazionale dei Lincei sowie der belgischen Königlichen Akademie für Medizin. Von der Universität Bordeaux (1980), dem Medical College of Wisconsin (1983), der Universität Lüttich (1994) und der Universität Mailand wurde ihm jeweils ein Ehrendoktortitel verliehen.
Darüber hinaus erhielt er 1990 den Dickson Prize in Medicine sowie die höchsten Auszeichnungen mehrerer amerikanischer Fachgesellschaften, darunter 1982 den Fred Conrad Koch Award der Endocrine Society, 1983 den Carl G. Hartman Award der Society for the Study of Reproduction und 1997 den Walter B. Cannon Memorial Lecture der American Physiological Society. 1994 erschien ihm zu Ehren eine Festschrift. Am University of Texas Health Science Center at Houston ist mit der Ernst Knobil Distinguished Lecture eine seit 2001 stattfindende Vorlesungsreihe nach ihm benannt.

## Schriften (Auswahl)
- The Pituitary Gland and its Neuroendocrine Control. Reihe: Handbook of Physiology. Sektion 7 (Endocrinology), Band 4. Washington 1974 (als Mitherausgeber)
- The Physiology of Reproduction. Zwei Bände. New York 1988, 1994; dritte Auflage: Knobil and Neill's Physiology of Reproduction. Amsterdam und Boston 2006 (als Mitautor)
- Encyclopedia of Reproduction. Vier Bände. San Diego 1998 (als Mitherausgeber)